# 取池奈々
取池奈々（とりいけ なな、1983年2月9日 - ）は、日本のタレント、グラビアアイドル。血液型はA型。
日本テレビの『恋のから騒ぎ』で2003年11月〜2004年3月まで第10期の準レギュラーを務めた。
その後、着エロ系のグラビアを中心に活躍。

## 出演

### テレビ
- 恋のから騒ぎ（2003年11月 - 2004年3月、日本テレビ）- 第10期準レギュラー
- THEわれめDEポン（フジテレビ）
- ブラザー☆ビート（TBS）
- ランク王国（TBS）
- 出動!ミニスカポリス全国版（2005年、BSジャパン）
- 文學の唄 恋する日曜日「接吻を盗む女の話」（2005年、BS-i
- ケータイ刑事 銭形雷（2006年、BS-i）
- 黒い太陽（2006年、テレビ朝日）
- ライオン丸G（2006年、テレビ東京）
- だめんず・うぉ〜か〜（2006年、テレビ朝日）

### CM
- gooヘルスケア部門 イメージガール（2005年）

## リリース作品

### 写真集
- 妖艶（2004年7月、ぶんか社）
- H商事（2005年1月、撮影：堂野一圭、バウハウス）

### DVD
- ハートに火をつけて（2004年5月、ベガファクトリー）
- Deep Kiss（2004年8月、ぶんか社）
- 妖艶（2004年8月、ぶんか社）
- H商事（2005年1月、バウハウス）
- Party Party（2006年2月、イーネットフロンティア）